# Joe Tex

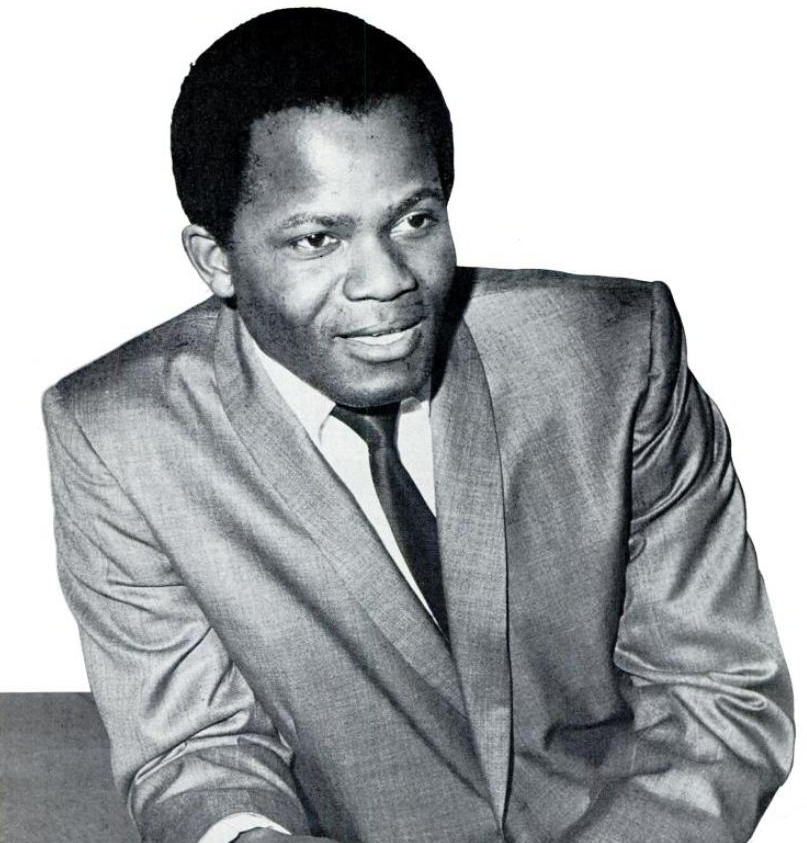
Joe Tex

Joe Tex (Joseph Arrington, Jr.) var en amerikansk sångare, född 8 augusti 1933 i Baytown, Texas, USA, död 13 augusti 1982 i Navasota, Texas, USA. 
Tex började som sångare på 1950-talet och fick skivkontrakt efter en talangtävling 1954. Men det var inte förrän på 1960-talet han började uppmärksammas på allvar. Tex är främst känd för soulballader, men även humoristiska soullåtar med högre tempo där han pratsjunger med underfundiga texter. Det stora genombrottet i USA kom med låten "Hold What You've Got" 1966 som nådde #5 på Billboard Hot 100. Sedan följde singlar som "The Love You Save (May Be Your Own)", "Skinny Legs and All" och "Show Me". "Skinny Legs..." är ett exempel på Tex stil att humoristiskt pratsjunga sina låtar. Sedan dröjde det fram till 1972 innan Tex åter syntes på listorna med låten "I Gotcha". Han gjorde sedan ett uppehåll från musiken, innan han återkom 1975, och 1977 hade han en sista hitsingel med "Ain't Gonna Bump No More (With No Big Fat Woman)" som även blev en framgång i Europa med en andraplacering på Englands singellista. Tex konverterade till islam 1966 och sina sista år levde han på en ranch i Texas innan han 1982 avled till följderna av en hjärtattack.

## Diskografi
- 1965 - Hold on to What You've Got (Atlantic) - USA Pop #124, USA R&B #2
- 1965 - The New Boss (Atlantic) - USA #142, USA R&B #3
- 1966 - Show Me (Atlantic)
- 1966 - The Love You Save (Atlantic)
- 1966 - I've Got to Do a Little Better (Atlantic)
- 1977 - Skinny Legs and All (Dial)
- 1968 - Live And Lively (Dial)
- 1972 - I Gotcha (Mercury)
- 1977 - Ain't Gonna Bump No More